# ウィルオウィスプ

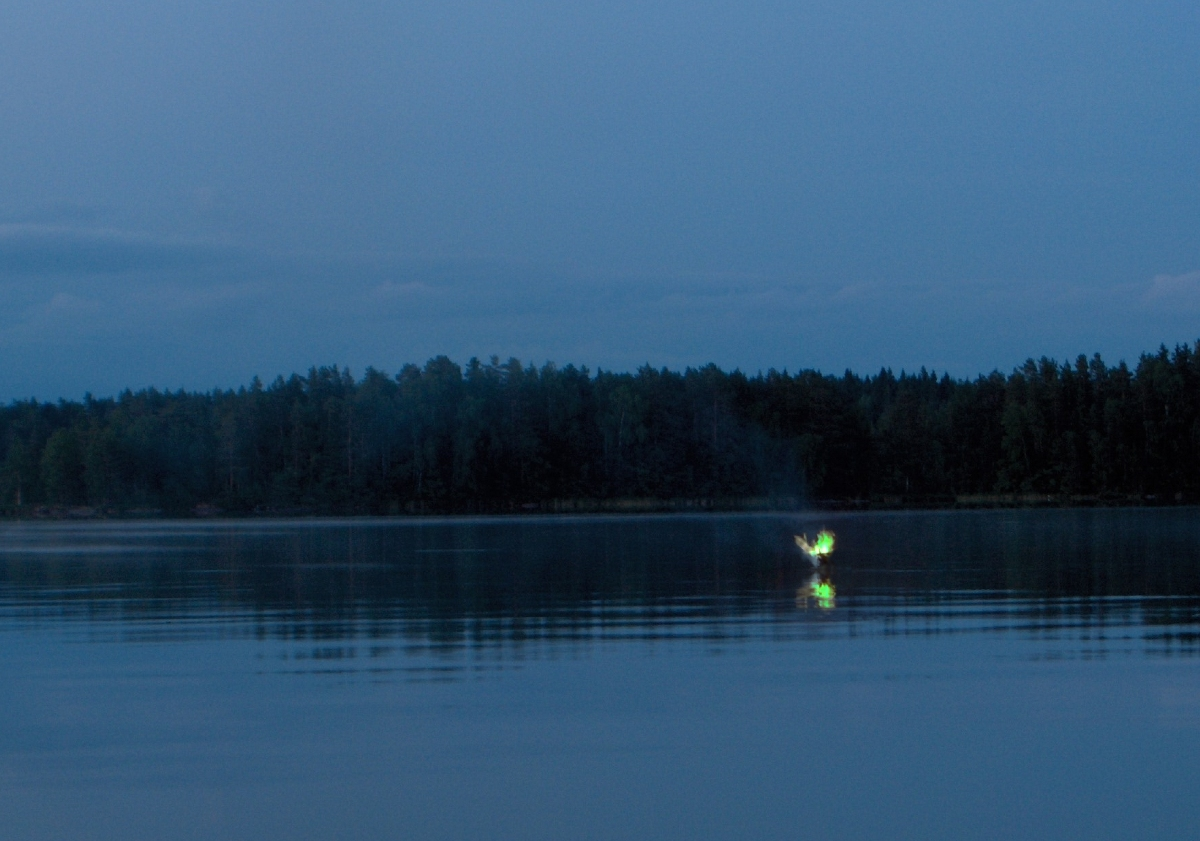
水面上で木を燃やして人工的に作られたウィル・オー・ザ・ウィスプ。火の色は編集時に青っぽく変更されている

ウィルオウィスプ、あるいは、ウィル・オー・ザ・ウィスプ（英: will-o'-the-wisp）は、世界各地に存在する、鬼火伝承の名の一つ。

## 概要
青白い光を放ち浮遊する球体、あるいは火の玉。イグニス・ファトゥウス（愚者火、Ignis fatuus）とも呼ばれる。他にも別名が多数あり、地域や国によって様々な呼称がある。
夜の湖沼付近や墓場などに出没する。近くを通る旅人の前に現れ、道に迷わせたり、底なし沼に誘い込ませるなど危険な道へと誘うとされる。
その正体は、生前罪を犯した為に昇天しきれず現世を彷徨う魂、洗礼を受けずに死んだ子供の魂、拠りどころを求めて彷徨っている死者の魂、ゴブリン達や妖精の変身した姿等であると言われている。

## 伝承
その名は「一掴みの藁のウィリアム（松明持ちのウィリアム）」の意。それを裏付ける伝承が下記のものである。
死後の国へ向かわずに現世を彷徨い続ける、ウィル（ウィリアム）という名の男の魂だという。
生前は極悪人で、遺恨により殺された後、霊界で聖ペテロに地獄行きを言い渡されそうになった所を、言葉巧みに彼を説得し、再び人間界に生まれ変わる。
しかし、第二の人生もウィルは悪行三昧で、また死んだとき死者の門で、聖ペテロに「お前はもはや天国へ行くことも、地獄へ行くこともまかりならん」と煉獄の中を漂うことになる。それを見て哀れんだ悪魔が、地獄の劫火から、轟々と燃える石炭を一つ、ウィルに明かりとして渡した。この時にウィルは、この石炭の燃えさしを手に入れる。そして、その石炭の光は人々に鬼火として恐れられるようになった。

## 実態
球電（自然現象）と言う稲妻の一種、あるいは湖沼や地中から噴き出すリン化合物やメタンガスなどに引火したものであるとされる。